# Târlești
Târlești – wieś w Rumunii, w okręgu Prahova, w gminie Poseștii. W 2011 roku liczyła 577 mieszkańców.